# ملعقة مشوك

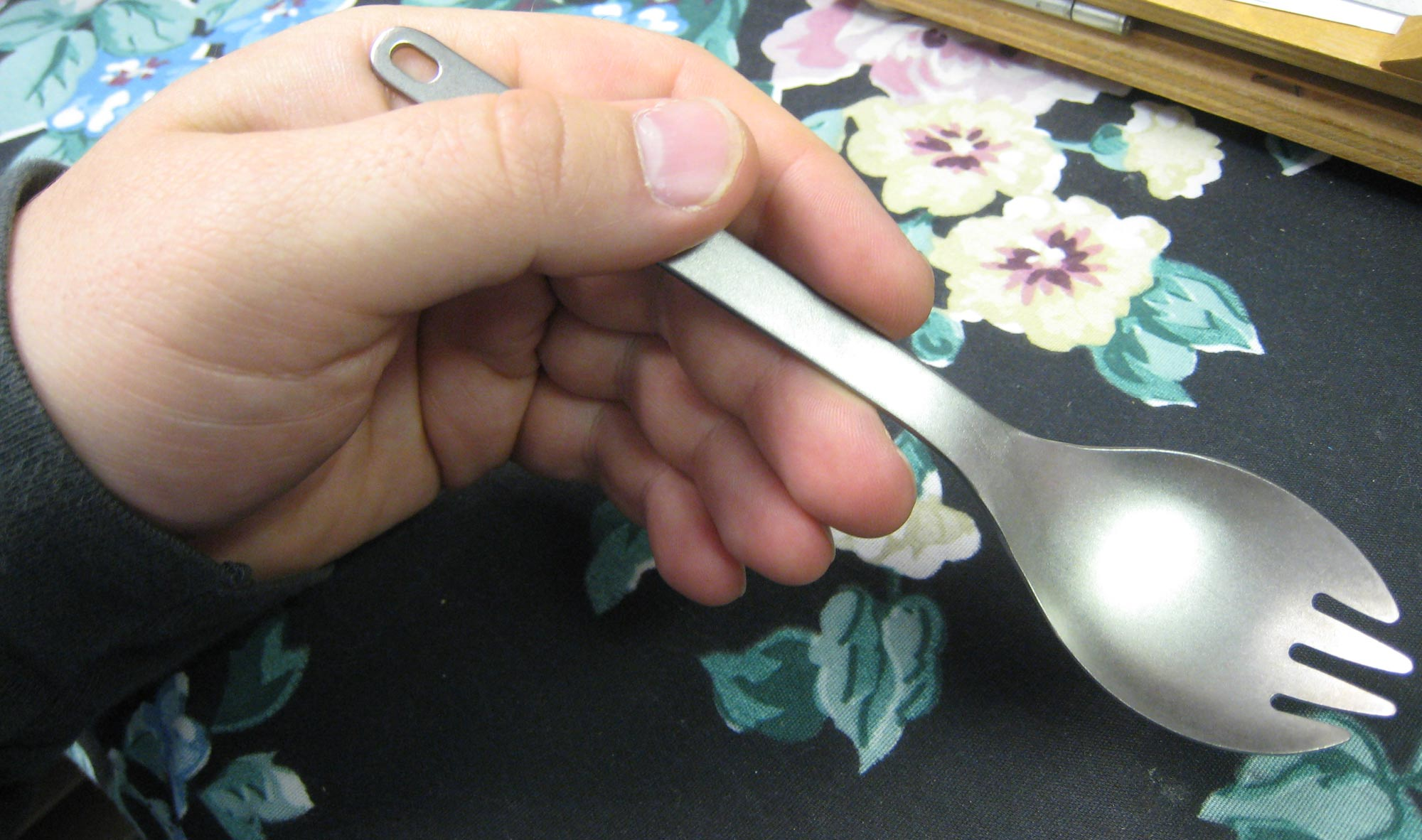
ملعقة مشوك مصنوعة من التيتانيوم

ملعقة المشوك أو المِلعكة (نحتٌ من ملعقة وشوكة) هي أداة تصنع من المعدن لها شكل هجين بين الملعقة والشوكة وهي تستخدم لتناول الطعام. ينتشر استخدامها في مطاعم الوجبات السريعة والمدارس والسجون والجيش.

## مواد مستخدمة في صناعتها
تستخدم في صناعتها مواد مثل الصلب غير القابل للصدأ، والفضة، والألمنيوم، والتيتانيوم، والبلاستيك البولي. ينتشر استخدام ملعقة المشوك البلاستيكية في السجون بالولايات المتحدة بسبب صعوبة تشكيلها على هيئة أسلحة؛ كما أن الوجبات المعبأة قد تأتي مع ملعقة مشوك بلاستيكية كذلك.

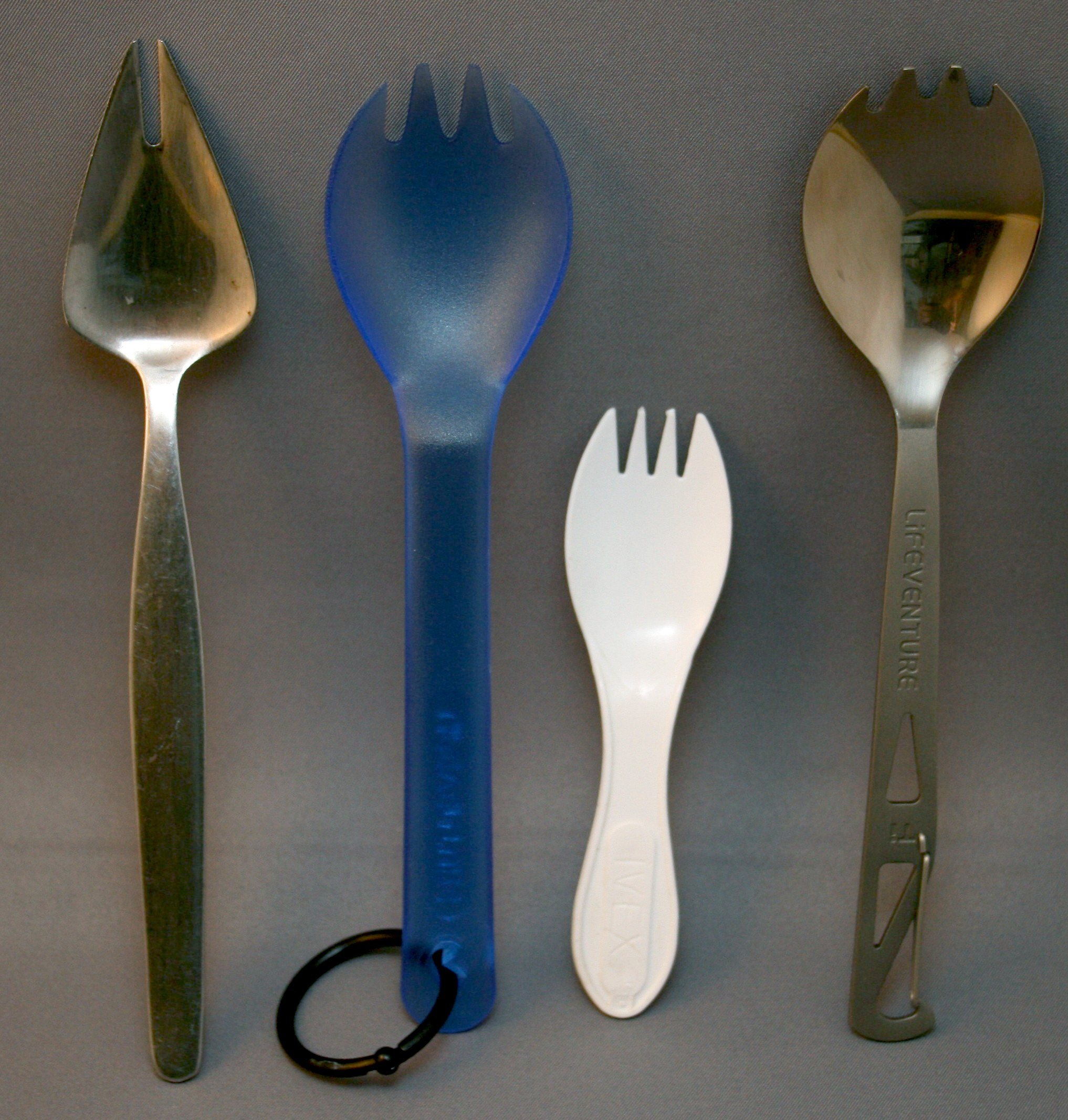
أربع أنواع من ملعقة المشوك

## وصلات خارجية
- معلومات عن ملعقة المشوك